# Айбеншютц, Хосе
Хосе Айбеншютц (исп. José нем. Eibenschütz, настоящее имя Александр Йозеф Айбеншютц, нем. Alexander Joseph Eibenschütz; 8 января 1872, Франкфурт-на-Майне — 27 ноября 1952, Ильфельд) — немецкий дирижёр и композитор.
Сын супружеской четы оперных певцов. Начал заниматься музыкой под руководством своей матери, с 11 лет учился игре на скрипке в Консерватории Хоха у Фрица Бассермана. По окончании консерватории в 1892 г. отправился в Кобленц, где преподавал в консерватории и служил концертмейстером в городском оркестре; в это же время начал использовать в качестве псевдонима испанский вариант своего имени — Хосе вместо Йозеф. В 1893 году получил ангажемент в симфоническом оркестре в Санкт-Петербурге, затем вплоть до 1905 года работал концертмейстером и дирижёром в Турку. В 1897 г. здесь была поставлена его опера «Анн-Мари». В 1905—1908 гг. Айбеншютц был музикдиректором Гёрлица, затем дирижировал оркестром Общества гамбургских друзей музыки, занимаясь преимущественно благотворительными концертами для народной аудитории.
В 1921—1927 гг. Айбеншютц возглавлял Оркестр филармонической компании Осло; в этот период он основал при оркестре хор, в 1923 году руководил первым выступлением оркестра по радио, осуществил постановки опер «Фиделио», «Вольный стрелок» и «Сельская честь», оратории Гектора Берлиоза «Осуждение Фауста» и др.
В 1928 г. Айбеншютц вернулся в Гамбург и возглавил музыкальный отдел местной радиовещательной корпорации Nordische Rundfunk AG (NORAG), включая небольшой оркестр. С приходом к власти нацистов он в мае 1933 года вступил в НСДАП, однако в том же году был уволен в связи с подозрениями в еврейском происхождении и после трёхлетнего расследования был признан неарийским музыкантом и окончательно отстранён от публичных выступлений. Остаток жизни Айбеншютц провёл в городке Зюльцхайн (ныне в составе города Эльрих), оказавшемся после Второй мировой войны на территории ГДР. В послевоенные годы он несколько раз выступил как дирижёр с оркестрами Гамбурга и Осло.